# Panthéisme
Ne doit pas être confondu avec Panenthéisme.
 (octobre 2008).
Si vous disposez d'ouvrages ou d'articles de référence ou si vous connaissez des sites web de qualité traitant du thème abordé ici, merci de compléter l'article en donnant les références utiles à sa vérifiabilité et en les liant à la section « Notes et références ».
Le panthéisme est une doctrine philosophique selon laquelle « Dieu est tout ». Elle se distingue du monothéisme en considérant que Dieu n'est pas un être personnel distinct du monde, mais qu'il est l'intégralité du monde ; cette conception est appelée l'immanence par opposition au principe de transcendance du Dieu créateur monothéiste.
Ce mot vient du grec ancien παν / pan, « tout », et θεός / theós, « dieu ». Il apparaît pour la première fois en 1720 dans le Pantheisticon de John Toland ou, plus tôt, chez Joseph Raphson, en 1697 quand il oppose les panthéistes aux athées et aux matérialistes. Il les définit comme des penseurs qui affirment qu'il existe une seule substance qui est matérielle et intelligente et qui a tout créé de sa propre substance. Dans la philosophie occidentale, et notamment depuis Spinoza, le sens qui est donné à ce mot tout est en général identique à celui associé à la Nature, au sens le plus général de ce terme, autrement dit, de « tout ce qui existe ».
Le panthéisme est un naturalisme de la divinité de la Nature. Une forme de naturalisme, concernant notre monde connu plutôt que tout ce qui existe — qui inclut Dieu dans les conceptions théistes classiques —, peut être définie comme une doctrine athée qui ne reconnaît d'autres principes que les lois ou forces de notre nature connue. Le panthéisme peut s'identifier ainsi, sous ce rapport, à un naturalisme déiste déterministe en cela qu'il est lié au concept de nécessité ; mais il peut aussi, contrairement à la conception de Spinoza, ne pas être déterministe si un libre arbitre est reconnu à l'homme ou à Dieu, avec ses caractéristiques propres.
Le panthéisme est distinct du panenthéisme nommé « acosmique » par Hegel (tout est en Dieu), qui est quant à lui une doctrine issue du panthéisme. Le panthéisme entretient en revanche certains rapports avec les courants monistes.

## Typologie des panthéismes
L'histoire de la philosophie distingue communément plusieurs types de panthéisme.
De façon courante, on oppose naturalisme et formalisme,, :
- le panthéisme matériel ou panthéisme naturaliste identifie Dieu au monde. Il y a Dieu, il y a le monde, mais Dieu se fond dans le monde. Le monde matériel est la seule réalité, Dieu n'est que la somme de tout ce qui existe. Thalès de Milet, les stoïciens, David de Dinant, d'Holbach, Diderot défendent une telle position. George Grote (1867)[10] parle de « pancosmisme » : seul existe le monde matériel, il n'y a pas de transcendance ;
- le panthéisme formel ou panthéisme acosmique identifie le monde à Dieu. La nature n'est que la simple manifestation de l'Absolu. Il y a Dieu, il y a le monde, mais le monde se fond en Dieu. Dieu est la seule réalité, et le monde en est l'émanation. Plotin, Amaury de Bène, Giordano Bruno, Spinoza défendent cette position. Christian Krause (1828)[11] parle de « panenthéisme ».

On peut aussi opposer l'avant et l'après Kant :
1. Le panthéisme pré-kantien est réaliste. Il fait du Tout constitutif de la divinité une réalité substantielle. Ainsi pensent Plotin, Scot Érigène, Spinoza ;
2. Le panthéisme post-kantien est idéaliste, il ne voit dans le monde matériel que des représentations des esprits humains, lesquels ne sont que des sortes de reflets d'un Esprit unique, qui est Dieu. Ici, on trouve Schelling, Hegel.

Vincenzo Gioberti (1840) distingue trois formes de panthéisme :
1. Le panthéisme émanistique est représenté par l'école d'Alexandrie (néo-platonisme) ;
2. Le panthéisme idéalistique est représenté par l'école éléatique (Parménide) ;
3. Le panthéisme réalistique est représenté par Spinoza[14].

## Philosophie indienne

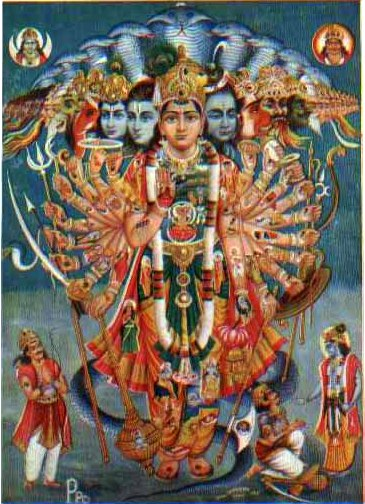
Représentation populaire indienne de Vishvarupa, ou Virat-Swarup, qui est une forme cosmique multiforme du Divin que Krishna incarna face à Arjuna, selon la Bhagavad-Gita.

Certains courant de l'hindouisme peuvent être considérés comme panthéistes, d'autres comme panenthéistes,.

### Panthéisme acosmique et panthéisme cosmique
Les présentations les plus typiques du panthéisme acosmique proviennent de la tradition hindoue, dont le principal représentant philosophique fut le penseur indien Adi Shankara, défenseur de l'Advaita Vedanta. Son système révèle les caractéristiques de l'acosmisme : la tendance à récuser la réalité globale du fini changeant (toutes les choses temporelles sont impermanentes, transitoires, elles sont un voile cachant — ou révélant — la Réalité divine éternelle, que l'on soit un ignorant — ou un sage), à récuser la réalité du mal (Dieu est au-delà des notions de bien et de mal, notions relatives selon les cultures et les époques, la souffrance n'est que la rétribution d'un acte/karma mauvais, égoïste, d'une vie passée ; et la souffrance étant éphémère, elle n'a pas de réalité réelle, définitive, absolue) et à considérer la personnalité individuelle comme finalement illusoire (ce en quoi le système d'Adi Shankara rejoint toutes les philosophies/religions indiennes, qu'elles soient hindoues, jaïnes, bouddhistes ou sikhes, puisque toutes sont « anti-humaines » : le but sotériologique qu'elles se donnent n'étant jamais la préservation de la condition/personnalité humaine à travers le Temps, mais son dépassement définitif, par la Délivrance du cycle des réincarnations où l'essence de la vie est affranchie de tout lien, de toute renaissance en créature, à jamais en communion avec l'Absolu divin).
Inversement, les tenants du panthéisme cosmique se réfèrent à la totalité des entités finies et changeantes, réalité temporelle à laquelle ils donnent le nom de Divinité : le panthéisme cosmique hindou identifie généralement la totalité du monde du Devenir, temporel, des phénomènes, de la Nature/Prakriti, à la Déesse, par exemple la Déesse Kali, manifestation combative et maternelle du Dieu Shiva. La Divinité est simplement toutes les choses de l'univers. Tout ce qui existe est en la Divinité et réciproquement.
Cependant, l'hindouisme considère certes parfois un Dieu personnel (écoles de bhakti, dvaita vedanta, etc.), mais l'advaita ou le samkhya considèrent la Prakriti (la Nature, la réalité cosmique de l'univers existant donc la manifestation de Dieu), et Shiva/Purusha (l'Être, l'Essence divine) comme coexistant. L'univers manifesté ne limitant jamais la réalité de Dieu. Par exemple nous lisons dans Katha Upanishad 2-III-7 et 8 :

« au-dessus de sattva (pure lumière), se trouve le majestueux Atman, et au-dessus du majestueux Atman se trouve le Non-manifesté. Au-dessus du Non-manifesté se trouve Purusha. »

Dieu est donc le Manifesté (cosmos), le Non-manifesté, et au-delà. De manière générale — et hormis pour les Shaktas (qui identifient la Grande Déesse ou Nature/Prakriti au Brahman), l'hindouisme ne se traduit pas comme un panthéisme strict (ou panthéisme cosmique).

## Philosophie occidentale

### Les présocratiques
La philosophie de Thalès de Milet est volontiers classée comme panthéisme matérialiste. « Il considéra l'eau comme le principe de toutes choses, et que le monde est animé et rempli de démons », Diogène Laërce. « Thalès disait que Dieu est l'Intellect du monde, que le tout est animé et plein de démons », Aetius.
On peut parler d'un panthéisme idéaliste à propos de l'école éléatique, en particulier Xénophane et Parménide. Aristote note ceci : « Quant à Xénophane, le plus ancien des partisans de l'unité (car Parménide fut, dit-on, son disciple), promenant son regard sur l'ensemble de l'Univers matériel, il assure que l'Un est Dieu ».

### Le stoïcisme
Le stoïcisme est la doctrine panthéiste et matérialiste qui prit naissance à la fin du IVe siècle av. J.-C. avec Zénon de Cition et se développa jusqu'à la fin du IIIe siècle av. J.-C.
On distingue :
- l'ancien stoïcisme (Zénon, Cléanthe, Chrysippe) qui fut surtout une théorie de l'univers et une logique : il définissait la sagesse comme le « savoir des affaires divines et humaines » (Sextus Empiricus le sceptique), c'est-à-dire comme la connaissance des lois qui régissent l'univers entier et non seulement la conduite des hommes. Dans le panthéisme stoïcien, le monde s'identifie à « la nature » (physis), « un feu artiste qui procède systématiquement et méthodiquement pour engendrer toutes choses » (Diogène Laërce, VII, 156). Et « la nature » elle-même s'identifie à l'Âme du monde, c'est-à-dire à Zeus, au Dieu suprême. Quand le processus n'est pas encore en mouvement, la phusis, la Nature, Dieu, la Providence, la Raison divine sont identiques et Dieu est seul ; quand le processus cosmique se déploie, la Nature s'enfonce dans la matière pour former et diriger de l'intérieur les corps et leurs interactions (P. Hadot, Le Voile d'Isis, coll. Folio, 2008, p. 50).
- le moyen stoïcisme (Panetius, Posidonius) ;
- le nouveau stoïcisme (Épictète, Sénèque, Marc Aurèle) qui est surtout une morale fondée sur l'effort et sur l'intention du bien. Mais le panthéisme s'affirme d'autant :

« Qu'est-ce que la Nature, sinon Dieu lui-même et la raison divine immanente au monde en sa totalité et en toutes ses parties ? » (Des bienfaits, IV, 7- Sénèque).
L'évolution du stoïcisme s'est faite dans le sens d'un passage d'une « physique » (identifiée à la théologie) de caractère panthéiste à une « morale » de caractère rigoriste.
Pline l'Ancien suit cette tendance panthéiste :
« Le monde, cet ensemble que l'on s'est plu à appeler d'un autre nom, ce « ciel », dont la voûte couvre la vie de tout l'univers, doit être tenu pour une divinité, éternelle, sans commencement comme sans fin… Le monde est sacré, éternel, immense, tout entier en toutes choses, ou plutôt il est le Tout, infini et paraissant fini, déterminé en toutes choses et paraissant indéterminé, au-dedans, au-dehors embrassant tout en lui, il est à la fois l'œuvre de la nature et la nature elle-même » (Histoire naturelle, début).

### Jean Scot Érigène
Jean Scot Érigène, au IXe s., semble défendre le panthéisme. Pour lui comme pour les néo-platoniciens et le pseudo-Denys l'Aréopagite, Dieu est l'être dans son absolue unité, sans division et sans déterminations négatives. Le monde est l'être divisé et limité. La création est une division (production ou procession) et une analyse (réduction ou retour) de ce qu'enferme l'unité divine. De là, le titre donné à son livre : De divisione naturae (864-866).

### Amaury de Bène et David de Dinant
Amaury de Bène et David de Dinant ont soutenu au Moyen Âge des thèses panthéistes, mais de contenus différents. Les deux ont été condamnés par l'Église (1210) et l'Université.
Pour le premier, Amaury de Bène, dit aussi Amaury de Chartres (vers 1150 - vers 1206), « tout est un parce que tout ce qui est, est Dieu… Saint Paul dit que Dieu sera tout en toutes choses ; mais il n'y aura pas de changement en Dieu : il est donc tout ce qu'il sera, et est (dès à présent) tout en toutes choses. D'autres conclusions sortaient de là : Dieu est partout, donc en tout lieu (in omni loco), donc en quelque lieu que ce soit (alicubi), et pierre dans la pierre. de même, il est toujours, donc dans le temps » (Jean Jolivet, apud Histoire de la philosophie, Pléiade, t. II, p. 1365). Le panthéisme formel d'Amaury tient dans cette formule : Dixerunt Deum esse principium formale omnium rerum (les amauriciens ont dit que Dieu est le principe formel de toutes choses). Ou dans celle-ci : Quicquid est est Deus (« tout ce qui est est Dieu »).
En revanche, David de Dinant (vers 1165 - vers 1231) défend un panthéisme matérialiste. Il écrit ceci : « Dieu, il est vrai, est le principe actif, la matière le principe passif ; mais si l'on fait abstraction de cette différence, Dieu, l'intelligence et la matière se confondent dans l'unité de la substance » (apud Albert le Grand, Summa de creaturis, II, qu. 5, art. 2). Jean de Gerson (De concordia metaphysica cum logica, 1426) résume ainsi la doctrine : « Tout est Dieu, et Dieu est tout (omnia sunt Deus et Deus est omnia). Dieu est à la fois créateur et créature (creator et creatura idem Deus). De même que Dieu est la source et le principe, il est aussi la fin de toutes choses qui doivent retourner à lui, afin de reposer immuablement et former une unité indivisible (et ita unum individuum et immutabile). Tout est un, c'est-à-dire que tout est Dieu (omnia enim esse quod idem est omnia esse Deum). Suivant Albert le Grand, David de Dinant, dans son livre De Tomis, id est de divisionibus, cherchait à démontrer que le Noûs, l'intelligence et la matière première sont identiques et que cette identité correspond au plus haut concept de l'esprit. Si on les distingue, il faut supposer un concept commun plus élevé dans lequel ils se réunissent, et ce concept serait précisément l'identité de Dieu et de la matière première (Albert le Grand, Summa theologica, I, 4, 2O). »

### Giordano Bruno
Le représentant même du panthéisme moderne, Giordano Bruno, se réfère très souvent à Plotin.
Ce qu'il retient essentiellement chez le chrétien David de Dinant et chez le juif Ibn Gabirol, c'est l'affirmation de la divinité de la matière. Dieu est infini, et la nature matérielle qui est divine fait partie intégrante de cet infini. Le monde, dès lors, est réunifié et l'on peut affirmer valablement et que Dieu est l'infini et que Dieu est Un. La doctrine de Bruno consiste dans l'affirmation d'un monisme infiniste absolu. Dieu n'est pas distinct de l'Univers, et cet être unique et infini constitue la Substance. Plus précisément, Dieu et Univers sont deux aspects, deux points de vue sur cette réalité véritable qu’est l'« originaire et universelle Substance, identique pour tout » (De la cause, du principe et de l'unité, Ve dialogue). « Dans l’un infini et immobile qui est la Substance, qui est l’être », l'unité n'est pas affectée par la multiplicité des choses sensibles, qui ne sont que des modes multiformes de cet être unique, ou des apparences fugitives et la « face diverse » d'une même substance. « Aussi ce dieu, en tant qu'il est absolu, n'a-t-il pas de rapport à nous ; il n'en a que dans la mesure où il se communique aux effets de la nature, plus intimement que la nature elle-même. De sorte que s'il n'est pas la nature même, il est certainement la nature de la nature, et il est l'âme de l'âme du monde, s'il n'est pas l'âme elle-même. » (Expulsion de la bête triomphante, in Oeuvres complètes, V, 2, p. 426).
Bruno représente la réflexion individuelle antidogmatique.
D'inspiration néoplatonicienne, il préconise de n'user que de l'expérience et de la raison pour connaître le monde.
Il écrit notamment : Expulsion de la bête triomphante (1584), De la cause, du principe et de l'unité (1584), De l'Infini, de l'univers et des mondes (1585).

### Spinoza

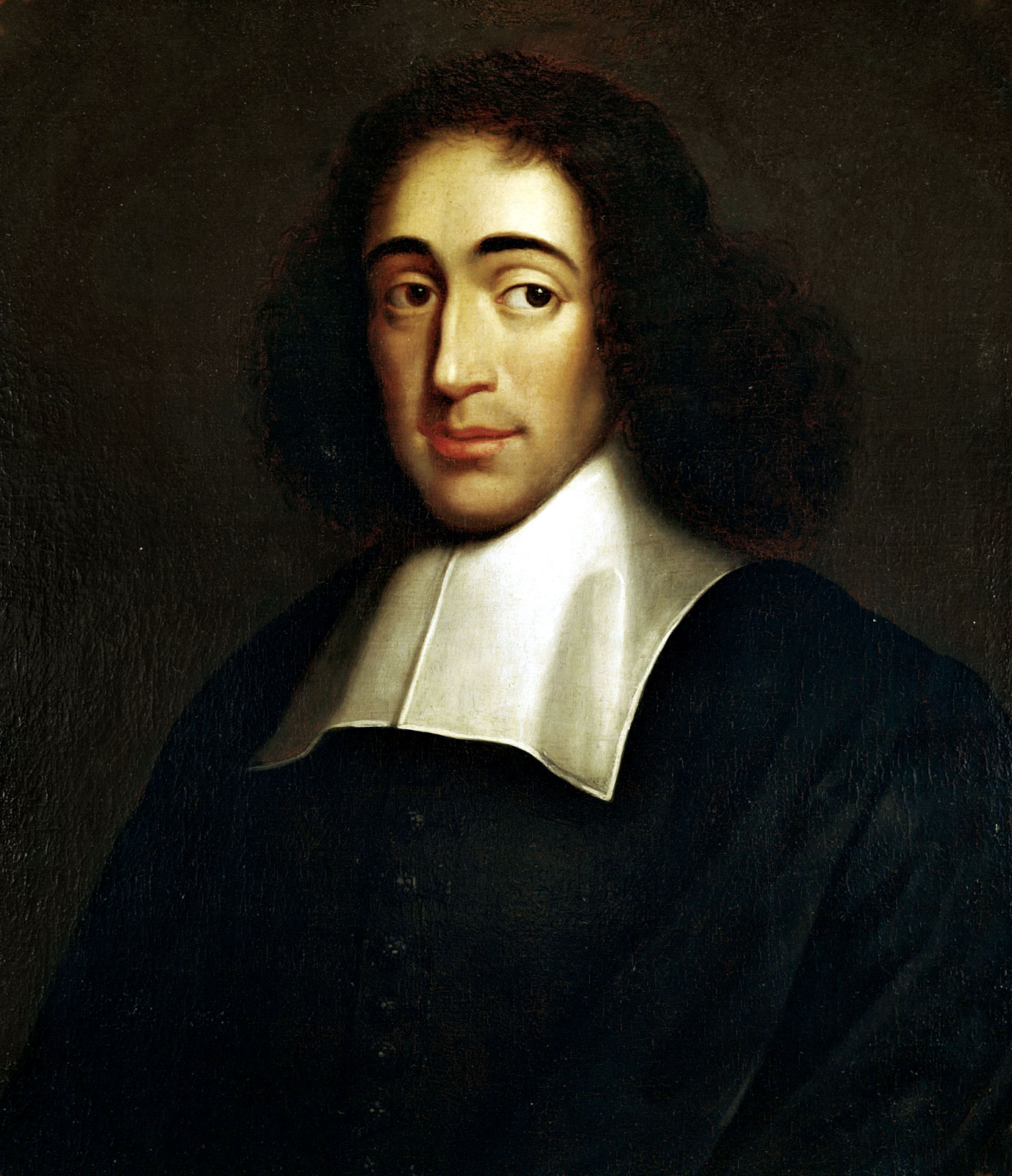
Baruch Spinoza (1632-1677)

Spinoza, tout comme la plupart des auteurs qualifiés de panthéistes (Giordano Bruno, Friedrich Schelling, notamment) n'utilise pas ce terme. Le mot panthéisme a au contraire été forgé pour désigner la philosophie de ces auteurs de manière péjorative.
Dans son Éthique, Spinoza affirme que le panthéisme est la seule façon logique de considérer Dieu et l'univers. Bien que le terme en question apparaisse au XVIIIe siècle, donc ait été étranger à Spinoza lui-même, il résume, quoique très grossièrement, l’essentiel de la pensée de l’auteur. Dieu n’est pas cet être suprême, transcendant et personnel. Il est en fait impersonnel et immanent au monde, c’est-à-dire qu’il fait partie du monde ; mieux, qu’il est le monde.
Les êtres, au lieu d’être vus comme une création de Dieu, sont perçus comme une affection de la substance, une expression de Dieu. Ayant ceci en tête, on peut comprendre ce qui amène Spinoza à écrire son Éthique, et à le faire selon la méthode géométrique. On peut, puisque Dieu est la nature (relations étroites entretenues entre le panthéisme de Spinoza et une forme de naturalisme) , au sens de tout ce qui existe, et non un être céleste résidant hors du monde en ce sens, faire une étude toute scientifique, avec la méthode des sciences naturelles de deux de ses attributs (parmi une infinité), la pensée et l'étendue. Tout n’est donc qu’une seule chose, et cette seule chose, c’est Dieu. La table est table avant d’être une table rouge, et ainsi de suite.
De même, sachant qu’une substance est conçue par elle-même et ne dépend pas d’une autre (déf. 3), deux substances n’ont rien de commun entre elles si elles ont des attributs différents. Spinoza ne fait qu’étendre ici la définition 3. Si, en effet, une substance ne dépend pas d’une autre, c’est qu’elle a son concept en elle-même, et ainsi son concept « n’enveloppe pas le concept de l’autre ». Les deux substances sont donc entièrement indépendantes, elles ne se connaissent pas mutuellement. Or, une chose ne peut en causer une autre si elle ne la connaît pas.
On en arrive à la question centrale, qui est la détermination des choses, c’est-à-dire ce qui permet de distinguer une chose d’une autre. Pour Spinoza, c’est soit la « diversité des attributs des substances », soit « la diversité des affections des substances ». Puisqu’une chose ne peut exister que par elle-même, on ne peut la distinguer que par ses propres propriétés, c’est-à-dire ses attributs et ses affections. Or, comme Spinoza pense l'avoir démontré, la substance vient avant l’affection. Si on écarte les affections et qu’on se concentre seulement sur la substance en elle-même, on ne peut plus la distinguer. Si c’est en revanche l’attribut qui détermine la substance, on ne peut distinguer deux substances ayant le même attribut. On doit conclure qu’il « ne peut y avoir dans la nature deux ou plusieurs substances de même nature ou attribut » (Prop. 5). Spinoza pense avoir prouvé qu’une substance ne peut pas en produire une autre si elle n’a rien de commun avec elle. Il affirme ensuite qu’aucune substance, en fait, n’a quoi que ce soit en commun avec une autre. On peut en déduire, dans ces conditions, qu’« une substance ne peut pas être produite par une autre substance » (Prop. 6). Voilà qui conclut ce premier mouvement de l’argumentation portant sur la substance en tant que telle. Voyons maintenant ce qui en est de Dieu.
Si une chose ne peut être produite par une autre, c’est qu’elle est sa propre cause. Cela implique que « son essence enveloppe nécessairement son existence » (Prop. 7), donc qu’elle existe. Or, puisque toute substance doit être unique et qu’elle existe nécessairement, elle doit exister soit comme chose finie, soit comme chose infinie. Spinoza réfute toutefois la thèse de la finitude. Si une substance est finie, c’est qu’elle est limitée par une autre de même nature qui, elle aussi, existe nécessairement. Or, Spinoza a affirmé qu’il ne peut y avoir deux substances de même nature. Il est donc absurde qu’une substance existe comme chose finie. En découle que « toute substance est nécessairement infinie » (Prop. 8). Cela inclut aussi Dieu, que Spinoza a décrit comme étant un être absolument infini. Or, si l'on admet que l’essence enveloppe nécessairement l’existence, on doit aussi admettre que Dieu, substance constituée par une infinité d’attributs, existe. (Prop. 11). Spinoza voit Dieu comme un être, donc dans la Nature.
Toutefois, Spinoza réserve aux sceptiques une preuve plus soignée. Il souligne qu’on ne peut prouver que Dieu existe en se référant à une autre chose car, comme dit plus haut, deux choses différentes ne se connaissent pas l’une l’autre. On ne peut non plus infirmer son existence, pour les mêmes raisons. On doit donc expliquer Dieu par sa propre nature. Or, démontrer que Dieu n’existe pas en utilisant des notions contenues dans sa substance est absurde. Cela reviendrait par exemple à montrer qu’une table n’existe pas en utilisant sa couleur ou sa solidité comme argument. Le but de ce second mouvement est atteint : Spinoza est parvenu à une définition de Dieu et à une preuve de son existence. Il doit maintenant conjuguer à cela ce qu'il dit de la matière.
Dieu, qui existe par sa nature même, est indivisible. C’est le cas pour toute substance absolument infinie, qu’on ne peut considérer autrement. En effet, imaginons que cette substance soit divisible. Dans un cas, les « morceaux d’infini » retiendraient les attributs de leur état d’origine (non divisé) et on aurait plusieurs infinis. Or, Spinoza estime avoir démontré qu'on ne peut concevoir deux substances ayant les mêmes attributs. Dans l’autre cas, la substance infinie ne serait plus, et, ayant démontré que Dieu existe bel et bien, cela est impossible. Dieu existe, il est infini et indivisible. Mais s’il est infini, c’est qu’il possède tous les attributs possibles. Il est donc parfait, au sens classique du terme, puisqu’il contient nécessairement plus d’être que toute autre chose. Toute substance doit donc s’expliquer par un des attributs de Dieu. Mais cela est absurde car il ne peut y avoir deux substances possédant les mêmes attributs. De plus, une substance ne peut s’expliquer que par elle-même. La seule solution est d’admettre que rien n’existe en dehors de Dieu. Si quelque chose pouvait être conçu en dehors de Dieu, cette chose devrait être conçue comme étant existante. Comment pourrait-elle alors exprimer une essence puisque toutes les essences demeurent en Dieu ? Cette substance hors de Dieu n’aurait donc pas d’attributs, et puisque les attributs définissent la substance, ne pourrait exister. Or, Spinoza ayant démontré que toute substance existe nécessairement, on ne peut donc penser aucune substance en dehors de la substance divine. Il n’y a dans la nature qu’une seule substance, qui est Dieu, et qui possède tous les attributs.
Le panthéisme de Spinoza a été rapproché et comparé avec la théorie de l’Unicité de l'Être (Wahdat al-Wujû) présentée dès la fin du XIIe siècle et début du XIIIe siècle par Sadr al-Dîn al-Qûnawî, disciple et beau-fils d'Ibn Arabî, philosophe arabe né en Andalousie.[réf. nécessaire],,

### La querelle du panthéisme: Jacobi et Lessing
En septembre 1785 Friedrich Heinrich Jacobi fit paraître Lettres à Moses Mendelssohn sur la philosophie de Spinoza. Il révélait qu'au cours d'une conversation de juillet (?) 1780 avec Lessing (qui meurt en 1781), celui-ci lui avait déclaré : « Έν καì Πᾶν [Hen kai pân : Un et Tout] : je ne sais rien d'autre. […] Il n’y a pas d’autre philosophie que la philosophie de Spinoza. » Jacobi, lui, s'opposait au spinozisme, qui tient la liberté pour une illusion, et qui, surtout, aboutit à l'athéisme, comme, d'ailleurs, le rationalisme. Les positions étaient prises : Aufklärung (la Philosophie des Lumières, rationaliste, représentée jusqu'alors par Lessing) contre Schwärmerei (irrationalisme, illuminisme attribués prestement à Jacobi). La querelle du panthéisme dura de 1785 à 1815 au moins, elle fit intervenir Moses Mendelssohn, Kant, Herder, Fichte, Schelling.

### Le jeune Schelling (1794-1807)
Dans ses écrits de jeunesse, Schelling développe une pensée panthéiste. Dans Du Moi comme principe de la philosophie (1795) il identifie le moi, ou plutôt la liberté (« L'essence du Moi est liberté »), à l'Absolu, à l'être (Seyn), connu par intuition intellectuelle (la « réflexion »). C'est sa « philosophie du moi » (1794-1799). « Dans le Moi la philosophie a trouvé son Un et Tout ». Schelling, spinoziste, tient la substance absolue pour le Moi.
Dans sa « philosophie de la nature » (1796-1800), développée dans Système de l'idéalisme transcendantal (1800), et dans sa « philosophie de l'identité » (1801-1807), développée dans Fernere Darstellungen. Exposés ultérieurs (1802), Schelling soutient que la Nature et l'Esprit sont un, un même Absolu. La Nature est l'Esprit extériorisé, et l'Esprit est l'intériorisation de la Nature. « Il faut que la Nature soit l'Esprit visible, l'Esprit la Nature invisible ». Schelling voit un lien entre ses diverses philosophies : « Le philosophe de la Nature traite la Nature comme le philosophe transcendantal traite le Moi ».

### Teilhard de Chardin?
Pierre Teilhard de Chardin, bien que jésuite, frôle souvent le panthéisme quand il parle d'Évolution. On lit ceci dans Le Cœur de la Matière : « Bénie sois-tu, mortelle Matière, toi qui te dissociant un jour en nous, nous introduiras par la force au cœur même de ce qui est. Je te salue, universelle puissance de rapprochement et d’union, par où se relie la force des monades et en qui elles convergent toutes sur la route de l’Esprit. » Un monitum du Saint-Office en date du 30 juin 1962, met en garde : « Ces œuvres regorgent d'ambiguïtés et même d'erreurs graves, telles qu'elles offensent la doctrine catholique. » L'Osservatore romano du 1er juillet suivant indique ces points litigieux : le concept de création (Teilhard va jusqu'à dire : « Pas de Dieu (jusqu'à un certain point) sans Union créatrice »), les rapports entre le Cosmos et Dieu (Teilhard parle comme si le cosmos « en quelque sorte transformait Dieu »), la conception de la Matière (selon le Saint-Office, Teilhard confond la Matière avec l'Esprit, qui ne serait qu'un « état supérieur de la Matière »).
Teilhard fait la distinction entre un grand nombre de formes de panthéisme : le panthéisme de diffusion (Dieu est le Tout impersonnel), le panthéisme d'unification et le panthéisme d'union (le « Dieu tout en tous » de saint Paul), le panthéisme d'amour, le panthéisme de différenciation, le panthéisme de dissolution (dissolution des individus dans une immensité diffuse), « les 3 Panthéismes » : panthéisme de tension (« Dieu = Énergie christique »), panthéisme d'extension (« tout embrasser ») et panthéisme de détente ; le para-panthéisme (« devenir tous, geste impossible et faux »), le pseudo-panthéisme (« devenir tout, monisme oriental »), l'eu-panthéisme (« devenir un avec tous, monisme occidental »), le panthéisme ancien, le panthéisme chrétien (panthéisme d'amour), le faux panthéisme, le panthéisme humanitaire (« se vouer corps et âme au Progrès universel »), le panthéisme naturaliste (panthéisme païen) ; le panthéisme païen comme panthéisme de diffusion, soit idéaliste dans la conception hindouiste, soit matérialiste (le fond commun est l'élémentaire, soit matière, soit énergie) ; le panthéisme socialiste (panthéisme humanitaire), le panthéisme spiritualiste (trouver l'Élément universel « dans un Principe plasmatique, vital ou intellectuel, de l'Univers »), et le « véritable panthéisme » (panthéisme d'union).

## Critique du panthéisme
L'Église catholique condamne le panthéisme dans le Syllabus (1864) du pape Pie IX qui l'expose ainsi : « Il n'existe aucun Être divin, suprême, parfait dans sa sagesse et sa providence, qui soit distinct de l'univers, et « Dieu » est identique à la nature des choses, et par conséquent assujetti aux changements ; « Dieu », par cela même, se fait dans l'homme et dans le monde, et tous les êtres sont « Dieu » et ont la propre substance de « Dieu ». « Dieu » est ainsi une seule et même chose avec le monde, et par conséquent l'esprit avec la matière, la nécessité avec la liberté, le vrai avec le faux, le bien avec le mal, et le juste avec l'injuste ».
Mais cette critique chrétienne ne tient pas compte des justifications panthéistes telles qu'on les retrouve dans l'ouvrage hindou de Mandana Mishra, Brahmasiddhi, éliminant ce genre de raisonnement chrétien qui s'élabore à partir de la croyance selon quoi tout se vaudrait (mal et bien, vrai et faux, etc.) pour un panthéiste, — car il y est clairement écrit : « Le Brahman est Tout, mais tout n’est pas Brahman » ; c'est-à-dire : Dieu étant Tout, mais tout n'étant pas Dieu, il y a un chemin d'accès vers cette Âme universelle (Brahman) grâce à l'imitation de ce même Brahman — Être sans début ni fin, imitation ou réalisation qui sous-entend la destruction de son propre égoïsme de créature limitée et mortelle, au profit d'une conscience compatissante et dévote, voulant s'unir à l'Infini ; une Upanishad, qu'aimait citer Albert Schweitzer, déclare d'ailleurs à ce titre : « Quiconque se voit dans tous les êtres et voit tous les êtres en lui, devient ainsi Un avec le Brahman suprême (Parabrahman). » C'est d'ailleurs pourquoi un des grands dieux de l'hindouisme, pour représenter le Brahman ineffable, porte le nom de Shiva déva, c'est-à-dire « Bon dieu » (Shiva qui est Hara, « Destructeur » de l'ignorance, de l'ego/ahamkara), ou encore Satya, la « Vérité ».

#### Œuvres classiques
- Chrysippe, Œuvre philosophique, bilingue, édi. et trad. Richard Dufour, Les Belles Lettres, 2 t., 2004.
- Jean Scot Erigène, De divisione naturae (864-866), I, 3 et I, 74. De la division de la Nature. Periphyseon, livre I : "La Nature créatrice incréée" et livre II : "La Nature créatrice créée", trad. Francis Bertin, PUF, coll. « Épiméthée », 1995.
- Giordano Bruno, Cause, principe et unité (1584), trad. Emile Namer, Alcan, 1930, 218 p.
- Baruch Spinoza, Éthique (1677).
- 1720 : John Toland (libre-penseur), Pantheisticon, sive formula celebrandae sodalitatis socraticae, 1720. Pantheisticon ou formule pour célébrer la société socratique des panthéistes, La Luminade & Le Bord de l'Eau, Paris, 2006. Il y défend un mécanisme universel et un matérialisme dynamique. Pour lui, Dieu n'est que l'univers corporel dans sa totalité. Cet univers est éternel, doté d'un mouvement spontané tout à fait déterministe dont proviennent la vie et la pensée. Les êtres vivants en proviennent par application des lois mécaniques et la pensée n'est qu'un mouvement du cerveau. Par conséquent, la seule religion naturelle est le panthéisme.
- Friedrich Henrich Jacobi, Lettres à Moses Mendelssohn sur la philosophie de Spinoza (septembre 1785), in Œuvres philosophiques, trad. J.-J. Anstett, Aubier-Montaigne, 1946. Dossier : Pierre-Henri Tavoillot, Le crépuscule des Lumières. Les documents de la 'querelle du panthéisme' (1780-1789), Cerf, 1995, XLVI-425 p. (Sur le spinozisme de Lessing).
- Friedrich Wilhelm Joseph von Schelling, Recherches sur la liberté humaine (1804), trad., Payot, 1977, 343 p. Tentative de conciliation entre panthéisme et liberté de la volonté.
- Hegel, Esthétique (1820-1829), trad. Jankélévitch, t. II, p. 77. "Le Tout, dans ce qu'on a appelé panthéisme, n'est pas telle ou telle chose particulière, mais plutôt le Tout au sens du Tout (das All) c'est-à-dire du substantiel unique, qui est assurément immanent aux choses particulières, mais avec abstraction de leur particularité et de leur réalité empirique, mais l'âme universelle".
- Alfred North Whitehead, Le devenir de la religion (Religion in the Making, 1926), trad. Ph. Devaux, Aubier-Montaigne, 192 p.

#### Études
- Abbé H. Maret, Essai sur le panthéisme dans les sociétés modernes, 1840.
- Auguste Jundt, Histoire du panthéisme populaire au Moyen Âge et au XVIe siècle, 1875.
- Maurice De Wulf, "Quelques formes contemporaines du panthéisme", Revue néo-scolastique, 1897, vol. IV, no 16, p. 375-385  (Karl Christian Friedrich Krause, Victor Cousin, Paul Janet, Étienne Vacherot).
- Jallanson Picton, Pantheism, 1905.
- Gabriel Théry et Catherine Capelle, Autour du décret de 1210, t. I : David de Dinant, t. III : Amaury de Bène. Étude sur son panthéisme formel, Vrin, 1925 et 1932.
- Max Scheler, Six essais de philosophie et de religion, trad., Éditions universitaires, Fribourg, 1996, 127 p.
- Sylain Zac, Le spinozisme en Allemagne dans la seconde partie du XVIIIe siècle (Mendelssohn, Lessing et Jacobi), Klincksieck, 1989.
- Pierre Macherey, "Un chapitre de l'histoire du panthéisme : la religion saint-simonienne et la réhabilitation de la matière", , apud Olivier Bloch (dir.), Philosophie de la nature, Publication de la Sorbonne, 2000, p. 357-366.
- Ann Thomson, "Existe-t-il un républicanisme panthéiste au XVIIIe siècle ?", Revue électronique d'études sur le monde anglophone, 2003  (Margaret Jacob, Jonathan Israel).
- Thomas MacFarland, Colderidge and the Pantheist tradition, Oxford, 1969, p. 53-106.